# Skipas

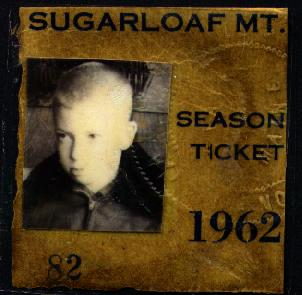
Skipas z roku 1962zdroj Wikipedie

Skipass je lístek, respektive poukázka na lyžování v určitém lyžařském areálu na určitý čas. Nejedná se tedy o lístek na jednotlivou cestu, ale určitou banku, která umožňuje vykonat více času na vleku. Slovo pochází z anglického ski pass.